# John Szarkowski
Thaddeus John Szarkowski (18 de dezembro de 1925 – 7 de julho de 2007) foi um fotógrafo, curador, historiador e crítico norte-americano. De 1962 a 1991, Szarkowski foi diretor de fotografia do Museu de Arte Moderna de Nova York (MoMA).

## Início da vida e carreira
Ele nasceu e cresceu na pequena cidade de Ashland, no norte de Wisconsin, e se interessou por fotografia aos onze anos. Na Segunda Guerra Mundial, Szarkowski serviu no Exército dos EUA, após o que se formou em 1947 em história da arte pela Universidade de Wisconsin-Madison. Ele então começou sua carreira como fotógrafo de museu no Walker Art Center, Minneapolis.
Nessa época ele também era um fotógrafo de arte praticante; ele teve sua primeira exposição individual no Walker Art Center em 1949, a primeira de uma série de exposições individuais. Em 1954 Szarkowski recebeu a primeira de duas bolsas Guggenheim, resultando no livro The Idea of Louis Sullivan (1956). Entre 1958 e 1962, ele retornou à zona rural de Wisconsin. Lá, ele empreendeu uma segunda bolsa Guggenheim em 1961, pesquisando ideias sobre a vida selvagem e a relação entre as pessoas e a terra

## Museu de Arte Moderna
O Museu de Arte Moderna de Nova York nomeou Szarkowski diretor de seu departamento de fotografia, a partir de 1º de julho de 1962. Edward Steichen escolheu Szarkowski como seu sucessor. Em 1973, Szarkowski começou a servir ao National Endowment for the Arts como um de seus três palestrantes de fotografia.
Em 1973, Szarkowski publicou Looking at Photographs, um conjunto prático de exemplos sobre como escrever sobre fotografias. O livro ainda é leitura obrigatória para estudantes de fotografia, e defende a importância de olhar com cuidado e trazer à tona toda a inteligência e compreensão possuídas pelo espectador. Szarkowski também publicou vários livros sobre fotógrafos individuais, incluindo, com Maria Morris Hamburg, o trabalho definitivo em quatro volumes sobre a fotografia de Atget.
Ele escreveu Mirrors and Windows: American Photography Since 1960 (1978) identificando uma dicotomia entre estratégias de expressão pictórica na fotografia americana; "Parece para este espectador que a diferença entre [Minor] White e [Robert] Frank está relacionada à diferença entre o objetivo da autoexpressão e o objetivo da exploração." Embora nem todos os fotógrafos do livro sejam americanos (Frank era suíço, por exemplo), as fotos foram tiradas e/ou expostas lá. A publicação está dividida quase igualmente em Partes I (pps. 29-86) e II (pps. 87-148). Sua analogia 'Mirror' representa a fotografia autorreflexiva, representada no livro de Jerry N. Uelsmann, Paul Caponigro, Joseph Bellanca, Gianni Penati, Ralph Gibson, Duane Michals, Judy Dater e outros; enquanto a ideia de 'Janela' é encontrada na abordagem documental, exemplificada por inclusões de trabalhos de Diane Arbus, Lee Friedlander, Henry Wessel, Joel Meyerowitz e Garry Winogrand.
Ele ensinou em Harvard, Yale e na Universidade de Nova York, e continuou a dar palestras e ensinar. De 1983 a 1989, foi Andrew Dickson White Professor-at-Large na Cornell University. Em 1990, o US News & World Report disse: "O pensamento de Szarkowski, quer os americanos saibam ou não, tornou-se o nosso pensamento sobre a fotografia".
Em 1991, Szarkowski se aposentou de seu cargo no MoMA, e se tornou o diretor de fotografia emérito do museu. Ele foi sucedido por Peter Galassi, o curador-chefe de Joel e Anne Ehrenkranz do departamento de fotografia do Museu de Arte Moderna.

## Exposições com curadoria de Szarkowski
- 1963: The Photographer and the American Landscape. Museu de Arte Moderna, Nova York.[11]
- 1964: Andre Kertesz. Museu de Arte Moderna, Nova York.[12] Exposição retrospectiva.
- 1964: The Photographer's Eye. Museu de Arte Moderna, Nova York.[13]
- 1965: The Photo Essay. Museu de Arte Moderna, Nova York.[14]
- 1966: Dorthea Lange. Museu de Arte Moderna, Nova York.[15] Exposição retrospectiva.
- 1967: Once Invisible. Museu de Arte Moderna, Nova York.[16]
- 1967: New Documents. Museu de Arte Moderna, Nova York.[17]
- 1968: Henri Cartier Bresson. Museu de Arte Moderna, Nova York.[18] Exposição retrospectiva.
- 1968: Brassai. Museu de Arte Moderna, Nova York.[19] Exposição retrospectiva.
- 1969: Bill Brandt.Museu de Arte Moderna, Nova York.[20] Exposição retrospectiva.
- 1969: Eugene Atget. Museu de Arte Moderna, Nova York.[21] Exposição retrospectiva.
- 1969: Garry Winogrand: The Animals. Museu de Arte Moderna, Nova York.[22]
- 1970: New Acquisitions. Museu de Arte Moderna, Nova York.[23]
- 1970: Bruce Davidson: East 100th Street. Museu de Arte Moderna, Nova York.[24]
- 1970: E.J. Bellocq: Storyville Portraits. Museu de Arte Moderna, Nova York [25]
- 1971: Photographs by Walker Evans. Museu de Arte Moderna, Nova York [26] Exposição retrospectiva.
- 1972: Diane Arbus. Museu de Arte Moderna, Nova York.[27] Exposição retrospectiva.
- 1990: Photography Until Now. Museu de Arte Moderna, Nova York[28]
- 1995: Ansel Adams at 100. San Francisco Museum of Modern Art, CA. Curadoria com Sandra S. Phillips.

## Aposentadoria
Na aposentadoria, Szarkowski atuou nos conselhos de vários fundos mútuos vendidos pela Dreyfus Corporation. Szarkowski voltou a fazer seu próprio trabalho fotográfico, principalmente tentando retratar um espírito de lugar na paisagem americana. Em 2005 ele teve várias grandes exposições individuais nos EUA. A primeira retrospectiva de seu trabalho foi exibida no MoMA no início de 2006.
Szarkowski morreu de complicações de um derrame em 7 de julho de 2007, em Pittsfield, Massachusetts, aos 81 anos.

## Publicações

### Em conjunto com exposições com curadoria de Szarkowski
- "The Photographs of Jacques Henri Lartigue", Nova York: Museum of Modern Art, 1963. ASIN B0018MX7JK
- The Animals, Nova York: Museum of Modern Art, 1969. ASIN B0006BWLBO
- E.J. Bellocq Storyville Portraits, Nova York: Little Brown & Co, 1970. ISBN 978-0870702501
- From the Picture Press, Nova York: Museum of Modern Art, 1973. ISBN 978-0870703348
- New Japanese Photography, Nova York: Museum of Modern Art, 1974. ISBN 978-0870705021
- William Eggleston's Guide, Nova York: Museum of Modern Art, 1976. ISBN 978-0262050180
- Callahan, Nova York: Museum of Modern Art; New York, Aperture, 1976. ISBN 978-0900406836
- Mirrors and Windows: American Photography since 1960, Nova York: Museum of Modern Art, 1978. ISBN 978-0870704765
- American Landscapes, Nova York: Museum of Modern Art, 1981. ISBN 978-0870702075
- Irving Penn, Nova York: Museum of Modern Art, 1984. ISBN 978-0870705625
- Winogrand: Figments from the Real World, Nova York: Museum of Modern Art, 1988. ISBN 978-0870706400
- Photography Until Now, Nova York: Museum of Modern Art, 1989. ISBN 978-0870705731
- Ansel Adams at 100, 2001. ISBN 978-0821225158

### Teoria fotográfica de Szarkowski
- The Photographer's Eye, Nova York: Museum of Modern Art, 1966. ISBN 978-0870705250
- Looking at Photographs., Nova York: Museum of Modern Art, 1973. ISBN 978-0-87070-515-1

### Escritos com contribuições de Szarkowski
- The Portfolios of Ansel Adams. Nova York: Bulfinch, 1977. ISBN 978-0821207239.
- Wright Morris: Origin of a Species. San Francisco: San Francisco Museum of Modern Art, 1992. ISBN 978-0918471246.
- Jan Groover: Photographs. Nova York: Bulfinch, 1993. ISBN 978-0821220061.
- Alfred Stieglitz at Lake George. Nova York: Museum of Modern Art, 1995. ASIN B00276L2CA.
- Bellocq: Photographs from Storyville, the Red-Light District of New Orleans. Nova York: Random House, 1996. ISBN 978-0679449751.
- A Maritime Album: 100 Photographs and Their Stories. New Haven: Yale University Press, 1997. ISBN 978-0300073423.
- Atget. Nova York: Callaway, 2000. ISBN 978-0935112566.
- Still Life: Irving Penn Photographs, 1938–2000. Thames & Hudson, 2001. ISBN 978-0500542484.
- Nature. Göttingen: Steidl; New York: Pace/MacGill, 2007. ISBN 978-3865214379.
- Slide Show: The Color Photographs of Helen Levitt. Levitt; New York: powerHouse Books, 2005. ISBN 978-1576872529.

### Contendo os trabalhos fotográficos de Szarkowski
- The Idea of Louis Sullivan, Minneapolis: University of Minnesota Press, 1956. ASIN B0041LVXMS
- The Face of Minnesota, Minneapolis: University of Minnesota Press, 1958. ASIN: B0000CK4KY
- Mr. Bristol's Barn, Harry N Abrams, 1997. ISBN 978-0810942868
- John Szarkowski: Photographs. Nova York: Bulfinch, 2005. ISBN 9780821261989. Texto de Sandra S. Phillips.

## Documentários sobre Szarkowski
- John Szarkowski: A Life in Photography (Checkerboard, 1998). Documentário de 48 minutos sobre sua vida e obra
- Speaking of Art: John Szarkowski on John Szarkowski (Checkerboard, 2005). Filme de 60 minutos de uma palestra em que fala sobre sua própria fotografia.

## Exposições de fotografias de Szarkowski
- 2005–2006: John Szarkowski: Photographs,[31] San Francisco Museum of Modern Art, 5 de fevereiro a 15 de maio de 2005 e visitou o Museum of Modern Art, Nova York, de 1 de fevereiro a 15 de maio de 2006.[32]